# Espinosa de Villagonzalo
Espinosa de Villagonzalo település Spanyolországban, Palencia tartományban. Espinosa de Villagonzalo Herrera de Pisuerga, Osorno la Mayor, Abia de las Torres, Villaprovedo és Santa Cruz de Boedo községekkel határos. Lakosainak száma 154 fő (2024).

## Népesség
A település népessége az elmúlt években az alábbi módon változott:
| Lakosok száma | 252  | 226  | 217  | 211  | 220  | 212  | 186  | 172  | 164  | 154  |
|               | 2001 | 2004 | 2007 | 2009 | 2012 | 2014 | 2017 | 2019 | 2022 | 2024 |